# Schlacht von Keren
Bei Keren in Eritrea kämpften vom 2. Februar bis zum 27. März 1941 Truppen des Britischen Empires gegen italienische Verbände. Es war eine der bedeutendsten Schlachten im Ostafrikafeldzug des Zweiten Weltkrieges.

## Hintergrund
1940 eroberte Italien Britisch-Somaliland und einige Landstriche an den Grenzen zu Kenia und zum Sudan, darunter die strategisch wichtige Stadt Kassala. Im Verlauf des britischen Gegenangriffs eroberten die Briten diese Stadt nahe der eritreischen Grenze wieder zurück und starteten von dort aus eine Invasion der italienischen Kolonie Eritrea. Durch die Einnahme der Hafenstadt Massaua sollte u. a. auch der dortige italienische Flottenstützpunkt ausgeschaltet werden. Dem britischen Vormarsch am Roten Meer wollte die italienische Führung bei der strategisch wichtigen Stadt Keren begegnen, wo auch das für die Verteidigung günstigere Terrain ausgenutzt werden konnte.

## Verlauf der Schlacht
Eine verstärkte italienische Division besetzte die Bergketten um die Zugangsstraße nach Keren, während sechs Brigaden in Reserve gehalten wurden. Am 2. Februar versuchten gepanzerte britische Verbände, in die Schluchten einzudringen, was an italienischen Minensperren scheiterte. Am 3. Februar versuchte die 4. indische Division, einige der Berge einzunehmen, was nach vier Tagen schwerer Kämpfe scheiterte. Am 7. Februar begann die 5. indische Brigade einen Nachtangriff auf den rechten italienischen Flügel. Einige Gipfel wurden genommen (Aqua Col), doch warfen die Italiener die indischen Truppen im Lauf des Gefechts wieder zurück. Am 10. Februar trat die Brigade zu einem erneuten Angriff auf den Aqua Col an, musste sich aber wiederum unter schweren Verlusten zurückziehen (hierfür Verleihung des Victoria-Kreuzes). Danach stellten die Briten ihre Angriffe vorübergehend ein und führten Verstärkungen heran, darunter ein britisches und ein indisches Bataillon sowie eine freifranzösische Brigade.
Mitte März begann ein alliierter Großangriff. Die 4. indische Division griff auf der linken Flanke an, während die 5. auf der rechten Seite Dologorodoc einnehmen sollte, um dann auf Falestoh und Zeban vorzustoßen. Die nur 12 km vor Keren liegende 7. indische Brigade sollte einen Ablenkungsangriff durchführen.
Am 15. März stürmten die beiden indischen Divisionen nach einem Luftangriff und Artillerievorbereitung die Bergketten und erreichten alle ihre Ziele. Drei Gipfel gingen nach einem italienischen Gegenangriff wieder verloren. Am 16. März blieb der weitere Vormarsch auf Dologorodoc im italienischen Abwehrfeuer stecken. Am folgenden Tag warfen die Briten ihre Reserven in die Schlacht, kamen aber wegen ständiger italienischer Gegenangriffe kaum voran. Diese schweren Kämpfe dauerten weitere fünf Tage, wobei beide Seiten erhebliche Verluste zu verzeichnen hatten. Allein die Italiener hatten 2/3 ihrer Truppen verloren. Am Abend des 26. März gelang es indischen Pionieren, unter schwerem italienischen Mörser- und Artilleriefeuer eine Bresche zu schlagen, durch die am Morgen des 27. März die Panzer des Royal Tank Regiment in Richtung Keren rollten. Nach diesem Durchbruch zogen sich die italienischen Verbände geordnet zurück und evakuierten Keren noch vor Eintreffen der britischen Panzer.

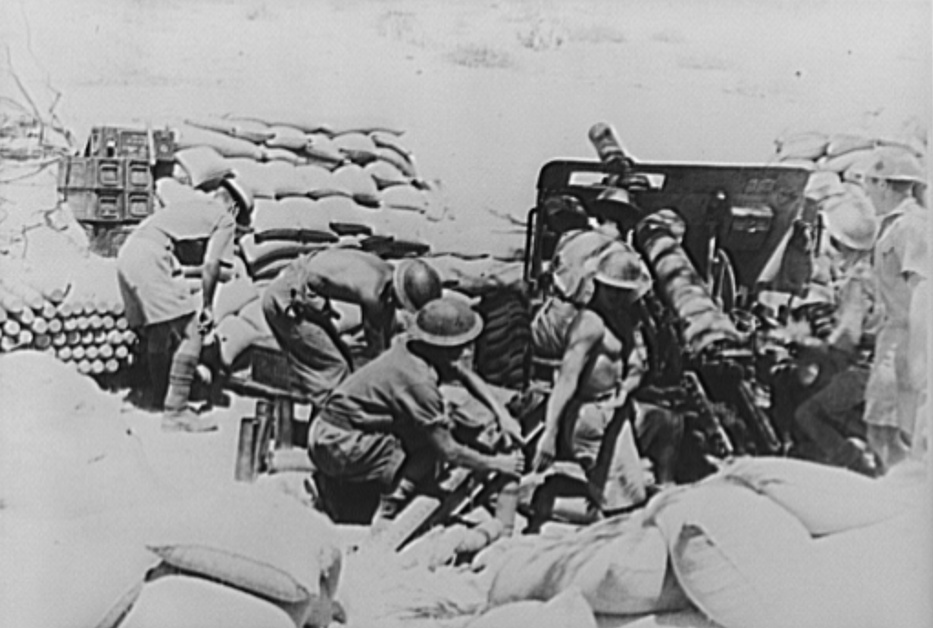
Indische Feldartillerie
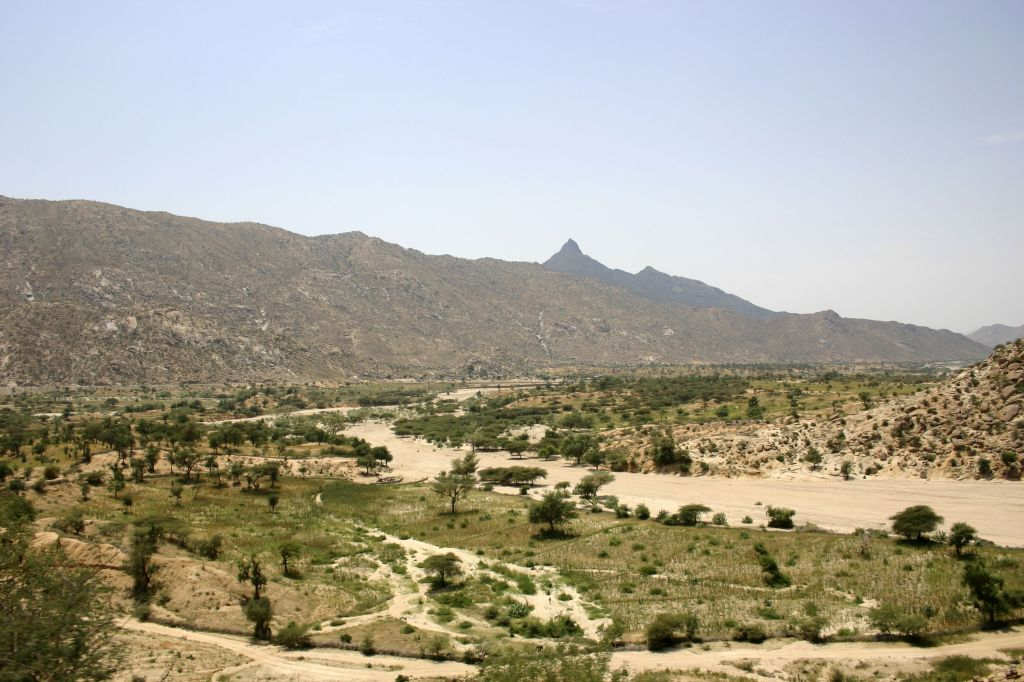
Schlachtfeld bei Keren
Topografie des Schlachtfelds
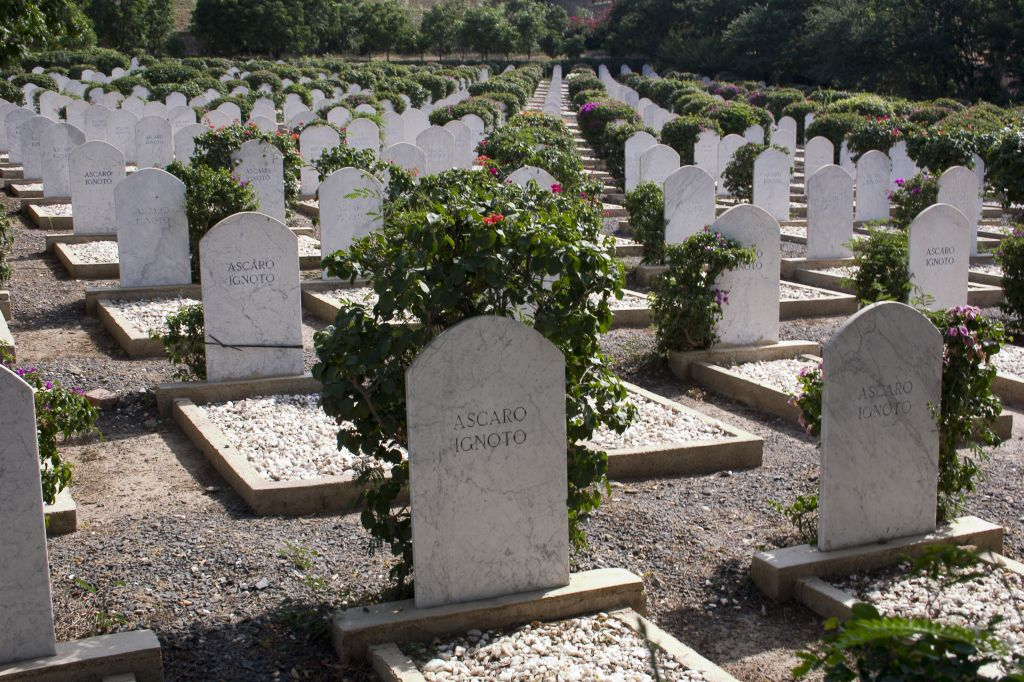
Soldatenfriedhof in Keren

## Folgen
Nach den mehrwöchigen Kämpfen hatten die Alliierten 536 Tote und 3.299 Verwundete zu beklagen, auf italienischer Seite waren mehr als 3.000 Soldaten gefallen und fast alle anderen verwundet.
Die italienischen Verbände, die in Keren den britischen Vormarsch zwei Monate aufgehalten hatten, zogen sich nach Abessinien zurück. Am 1. April erreichten die Briten Asmara und marschierten von dort nach Massaua weiter. Der dortige italienische Befehlshaber, Admiral Bonetti, wies eine britische Aufforderung zur Niederlegung der Waffen und zur Übergabe der italienischen Kriegsschiffe zurück. Die fünf in Massaua stationierten italienischen Zerstörer liefen am 2. April zu einem Angriff auf Port Sudan aus, wurden aber von britischen Aufklärungsflugzeugen entdeckt. Britische Torpedoflugzeuge versenkten vier der Zerstörer, der fünfte wurde schwer beschädigt und versenkte sich dann selbst. Das kleine italienische U-Boot-Geschwader fuhr um das Kap der Guten Hoffnung nach Bordeaux und schloss sich dort einem im Atlantik operierenden italienischen U-Boot-Verband an.
Zwei indische Brigaden und die freifranzösische Brigade marschierten indes weiter auf Massaua zu. Am 8. April eroberten sie mit britischer Luftunterstützung die eritreische Hafenstadt. Italienisch-Ostafrika war erobert und damit auch die Gefahr für die britischen Verbindungen nach Indien und zum Pazifik beseitigt. Die alliierten Truppen wurden in der Folge schrittweise nach Nordafrika verlegt, wo sie gegen Rommels deutsche und italienische Truppen weiterkämpften.